# Stegana adentata
Stegana adentata är en tvåvingeart som beskrevs av Masanori Joseph Toda och Peng 1992. Stegana adentata ingår i släktet Stegana och familjen daggflugor. Inga underarter finns listade i Catalogue of Life.